# Lavau (Yonne)
Lavau es una localidad y comuna francesa situada en la región de Borgoña, departamento de Yonne, en el distrito de Auxerre y cantón de Saint-Fargeau.

## Demografía
| 1 096 | 1 063 | 976 | 1 013 | 976 | 1 020 | 1 129 | 1 192 | 1 235 | 1 257 | 1 358 | 1 344 | 1 302 | 1 361 | 1 331 | 1 332 | 1 251 | 1 162 | 1 157 | 1 164 | 979 | 956 | 958 | 888 | 769 | 691 | 557 | 586 | 458 | 403 | 394 | 459 | 515 |
| Para los censos de 1962 a 1999 la población legal corresponde a la población sin duplicidades (Fuente: INSEE [Consultar]) |       |     |       |     |       |       |       |       |       |       |       |       |       |       |       |       |       |       |       |     |     |     |     |     |     |     |     |     |     |     |     |     |